# تشيان هونج (متسابق يخت)
تشيان هونج (بالصينية: 錢 紅) هو متسابق يخت صيني، ولد في 9 نوفمبر 1971.

## وصلات خارجية
- تشيان هونج على موقع الاتحاد الدولي للملاحة الشراعية (موقع جديد) (الإنجليزية)
- تشيان هونج على موقع الاتحاد الدولي للملاحة الشراعية (موقع جديد) (الإنجليزية)
- تشيان هونج على موقع الاتحاد الدولي للملاحة الشراعية (موقع قديم) (الإنجليزية)
- تشيان هونج على موقع الاتحاد الدولي للملاحة الشراعية (موقع قديم) (الإنجليزية)
- تشيان هونج على موقع اللجنة الأولمبية الدولية (الإنجليزية)
- تشيان هونج على موقع أوليمبيديا (الإنجليزية)